# Пфлюглер, Ханс
Йоха́ннес (Ханс) Кри́стиан Пфлю́глер (нем. Johannes Christian «Hans» Pflügler; 27 марта 1960, Фрайзинг) — немецкий футболист, играл на позиции защитника.

## Карьера
До 15 лет играл в школах своего города, пока на одном турнире его не заметили представители «Баварии». Вскоре Ханси стал мюнхенцем. В 1981 году Ханси был впервые заявлен за взрослую команду «Баварии». Дебютировал в Бундеслиге 12 сентября 1981 года в выездном матче 6 тура против брауншвейгского «Айнтрахта», закончившемся неожиданным поражением мюнхенцев со счётом 1:3. На 56-й минуте он заменил легенду немецкого футбола Пауля Брайтнера. Закрепиться в основе Ханси сразу не удалось, в течение двех сезонов он сидел за спиной Ханса Вайнера, Бертрама Байерлорцера и укреплявшего их Пауля Брайтнера. Но вскоре Брайтнер и Вайнер покинули команду, и Пфлюглер смог стать игроком основы, причём на долгое время. С ним «Бавария» пять раз выигрывала чемпионат Германии и трижды выигрывала кубок Германии.
Сыграв всего 14 матчей в сезоне 1991/92 Ханс решил, что ему уже следует уйти и закончил карьеру. Но в 1995 году, когда у «Баварии» из-за травмы выбыли сразу несколько защитников, тогдашний тренер Джованни Трапаттони попросил Ханси, который до сих пор тренировался со второй командой, помочь команде и выйти на один матч. 8 апреля 1995 года состоялось возвращение Пфлюглера в футбол. То был матч против «Кайзерслаутерна» и закончился он вничью 1:1. Ханси провёл на поле весь матч и успел заработать жёлтую карточку.
А в сезоне 2001/02 Ханси удивил всех ещё раз, заявившись и сыграв почти во всех матчах второй команды «Баварии», за которую в то время выступали такие будущие звезды немецкого футбола как Филипп Лам, Бастиан Швайнштайгер и Пётр Троховски.

## Карьера в сборной
Всего за сборную Германии Ханс провёл 11 матчей. Дебют состоялся 25 марта 1987 года в выездном товарищеском матче с национальной командой Израиля, закончившемся победой бундестим со счётом 2:0. Ханси вышел с первых минут и провёл на поле весь матч. Принимал участие в чемпионате Европы 1988 года и чемпионате мира 1990-го, в обоих турнирах сыграл по одному матчу, причём чемпионат мира стал победным для сборной.

## Достижения
Сборная Германии
- Чемпион мира 1990 года
- Бронзовый призёр чемпионата Европы 1988 года

«Бавария»
- Победитель Бундеслиги: 1984/85, 1985/86, 1986/87, 1988/89, 1989/90
- Серебряный призёр Бундеслиги: 1987/88, 1990/91
- Бронзовый призёр Бундеслиги: 1981/82
- Победитель кубка Германии: 1981/82, 1983/84, 1985/86
- Финалист кубка Германии: 1984/85, 1986/87
- Финалист Лиги Чемпионов: 1981/82